# Eddy Maillet
Eddy Maillet (Port Victoria, 19 ottobre 1967) è un ex arbitro di calcio seychellese.

## Carriera
È arbitro internazionale dal 1º gennaio 2001. Fa il suo esordio da tale nel giugno dello stesso anno, dirigendo una partita valida per le qualificazioni alla Coppa delle nazioni africane 2002. Ha partecipato alla Coppa delle Nazioni Africane nel 2004 in Tunisia, 2006 in Egitto, nel 2008 in Ghana e nel 2010 in Angola, e alla Coppa d'Asia del 2007 in Thailandia, Vietnam, Indonesia e Malaysia.
Nel 2007 arbitra anche in occasione dei Mondiali di calcio Under 17 in Corea del Sud. Nel giugno 2009 è convocato, per la prima volta e in qualità di riserva, al torneo FIFA Confederations Cup. Nel settembre 2009 viene convocato, per la prima volta, in vista del Campionato mondiale di calcio Under-20 in programma in Egitto e il mese successivo giunge la convocazione per dirigere al Mondiale Under 17 in Nigeria.
Nel novembre 2009 è designato per dirigere lo spareggio, in gara unica, per l'accesso ai Mondiali 2010 tra Egitto e Algeria. Partecipa ai mondiali di calcio in Sudafrica del 2010, essendo stato selezionato ufficialmente dalla FIFA. Si tratta, per un membro della Federazione calcistica delle Seychelles, della prima partecipazione in assoluto ad una fase finale del Campionato mondiale di calcio. La sua prima designazione nella rassegna sudafricana è Honduras-Cile, incontro valido per la prima giornata del gruppo H, il 16 giugno 2010.
Successivamente dirige Slovacchia-Paraguay, valida per la seconda giornata del gruppo F, ed in programma il 20 giugno 2010. Nel gennaio del 2012 è selezionato dalla CAF per la Coppa delle nazioni africane 2012. In questo torneo dirige una partita della fase a gironi, un quarto di finale e ricopre infine il ruolo di quarto uomo nella finalissima tra  Zambia e Costa d'Avorio. Ricopre anche la carica di coordinatore arbitrale della sua nazione, le isole Seychelles. Il 31 dicembre 2012 è costretto al ritiro in seguito a sopraggiunti limiti di età. Subito dopo, inizia a lavorare come istruttore arbitrale per conto della CAF.